# Hvem kan sige nej til en engel
Hvem kan sige nej til en engel är ett musikalbum av Kim Larsen. Albumet gavs ut 1994.

## Låtlista
1. Hvileløse hjerte
2. Dem jeg holder af
3. Den største sorg
4. Old hippie
5. Græd dog ej
6. Halleluja
7. Vil du huske mig
8. Syd for Køge
9. Om hundrede år
10. Jeg ved du ved det
11. Hvem kan sige nej til en engel
12. Guldregn
13. Den første guitar
14. Mit flyvende tæppe
15. Red min seng